# Benjamín Labatut
Benjamín Labatut (született 1980-ban) chilei író.

## Fiatalkora
Labatut a hollandiai Rotterdamban, született. Gyermekkorát Hágában, Buenos Airesben és Limában töltötte. 14 éves korában Santiagóba költözött.

## Írásai
Labatut első novelláskötete, a La Antártica empieza aquí (Az Antarktisz itt kezdődik) elnyerte a Premio Caza de Letras 2009-es díját, amelyet a mexikói UNAM és Alfaguara ítélt oda. Emellett 2013-ban elnyerte a Santiago Városi Irodalmi Díjat novella kategóriában. 
Második könyve, a Después de la luz 2016-ban jelent meg, ezt követte az Un verdor terrible, amely When We Cease to Understand to the World címmel jelent meg angolul a Pushkin Press kiadónál, és 2021-ben jelölték a Nemzetközi Booker-díjra. 2023-ban jelent meg angolul a Penguin Press kiadásában The MANIAC című könyve, amely a magyar polihisztor John von Neumann körül forog.
Egyik fő irodalmi referenciája a chilei költő, Samir Nazal volt, akivel 2005-ben találkozott, és aki mentora volt a korai időkben. Nazal segített neki első megjelent könyvének, a hét elbeszélésből álló La Antártica empieza aquí című gyűjteménynek a megírásában. További hatásai közé tartozik Pascal Quignard, Eliot Weinberger, William Burroughs, Roberto Bolaño és W. G. Sebald.
Második könyvét, a Después de la luz (A fény után) címűt Matias Celedón így jellemezte: "Benjamín Labatut a látszólagos kapcsolatok rendszerét írja le, amely tudományos, vallási és ezoterikus jegyzetek sorozatából áll, amelyek egy életrajzi beszámolóval együtt léteznek egy idegenről, aki megszállottan igyekszik megcáfolni a semmit, 'a hamis világok folyamatos teremtésének' felfedezésével. A Después de la luz-ban egy olyan szubjektum ontológiai válságát meséli el, amely az információval telített és jelentés nélküli világban az ürességgel szembesül. A következetes valóság a szerző számára cáfolható bizonyíték. Labatut egy hangra hallgat: egy olyan ember elméjére, aki nem fér bele egyetlen univerzumba."

### Amikor már nem értjük a világot
Labatut harmadik könyve, az Un verdor terrible 2020-ban jelent meg. Elmondása szerint "egy esszéből (amely nem vegytiszta), két történetből, amelyek megpróbálnak nem történetek lenni, egy kisregényből és egy félig-meddig életrajzi prózai műből álló könyv".
Ricardo Baixera, az El Periódico irodalomkritikusa azt állította, hogy ez egy "nagyon furcsa fikció, amely az első oldaltól kezdve megkérdőjelezi a valóság paramétereit és azt, hogy mit értünk irodalom alatt." John Banville, aki a The Guardianban "zseniálisnak, bonyolultnak és mélyen felkavarónak" jellemezte a könyvet, azt mondta, hogy a könyvet "akár nem fikciós regényként is definiálhatnánk".
Roberto Careaga, az El Mercurio újságírója úgy érvelt, hogy a szerző "azokat a tudósokat követi nyomon, akik megragadták őt, de ez nem életrajzok gyűjteménye: intenzív és változatos, a 20. századi tudomány ragyogó útjain felfűzött történetek kötete, amelyek az ismeretlenben és néha a puszta sötétségben végződtek. Valós eseményekre utalnak, de Labatut ... hozzátesz egy adag esszét és egy adag fikciót is."
Ruth Franklin a The New Yorker című lapban úgy vélekedett, hogy:
A fikció képességeinek itt megjelenő látásmódja felszabadító – a puszta ravaszság, amellyel Labatut megszépíti és felnagyítja a valóságot, valamint a mélységes pátosz, amelyet ezeknek az embereknek a történeteiben talál. De van benne valami megkérdőjelezhető, sőt rémálomszerű is. Ha a fikció és a tény értelmes módon megkülönböztethetetlen, hogyan találjunk nyelvet azokra a dolgokra, amelyekről tudjuk, hogy igazak?.

Az Un verdor terrible című könyvet 22 nyelvre fordították le német, kínai, amerikai, francia, holland, angol és olasz kiadók. A könyv angol nyelvű kiadását 2021-ben jelölték a Nemzetközi Booker-díjra, 2021 júliusában pedig Barack Obama volt amerikai elnök felvette a könyvet a nyár utolsó olvasmánylistájára, amelyet Obama a Twitter-fiókján osztott meg. A The New York Times Book Review "2021 10 legjobb könyve" listájára is beválasztották.

## Művei
- La Antártica empieza aquí – Alfaguara, Mexiko-Stadt, 2010; Santiago de Chile 2012
- Después de la luz – Hueders, Santiago de Chile, 2016
- Un verdor terrible – Anagrama, Barcelona, 2020
- La piedra de la locura – Anagrama, Barcelona, 2021
- Maniac – 2023

### Magyarul
- MANIAC – Open Books, Budapest, 2023 · ISBN 9789635722426 · Fordította: Mesterházi Mónika
- Amikor nem értjük többé a világot – Open Books, Budapest, 2024 · ISBN 9789635722433 · Fordította: Kutasy Mercédesz

## Egyéb információk
- Benjamín Labatut
- "The Elementary Particles of Benjamín Labatut" by Pedro Pablo Guerrero

## Fordítás
- Ez a szócikk részben vagy egészben  a   Benjamín Labatut című angol Wikipédia-szócikk fordításán alapul.  Az eredeti cikk szerkesztőit annak laptörténete sorolja fel. Ez a jelzés csupán a megfogalmazás eredetét és a szerzői jogokat jelzi, nem szolgál a cikkben szereplő információk forrásmegjelöléseként.